# Libertas Trogylos Basket 1994-1995
La stagione 1994-1995 della Libertas Trogylos Basket è stata la nona consecutiva disputata in Serie A1 femminile.
Sponsorizzata dall'Isab Energy, la società siracusana si è classificata al nono posto nella massima serie.

## Verdetti stagionali
Competizioni nazionali
- Serie A1:

stagione regolare: 9º posto su 14 squadre (14-12).
- Coppa Italia:

eliminata in semifinale da Schio (3-1 e un pareggio).
Competizioni internazionali
- Coppa Ronchetti:

eliminato in semifinale da Parma (11-3).

## Rosa
| Giocatrici |
| ---------- |

| N° | Naz.                | Ruolo | Sportivo             | Anno | Alt. |  |
| -- | ------------------- | ----- | -------------------- | ---- | ---- |  |
|    | Bulgaria (bandiera) | AC    | Polina Cekova        | 1968 | 193  |  |
|    | Lettonia (bandiera) | AC    | Diāna Skrastiņa      | 1972 | 187  |  |
|    | Italia (bandiera)   | PG    | Susanna Bonfiglio    | 1974 | 178  |  |
|    | Italia (bandiera)   | G     | Alessandra Zucchelli | 1968 | 178  |  |
|    | Italia (bandiera)   | G     | Giovanna Granieri    | 1974 | 170  |  |
|    | Italia (bandiera)   | P     | Rita La Rosa         | 1976 | 174  |  |
|    | Italia (bandiera)   | C     | Tania Ferrazza       | 1974 | 196  |  |
|    | Italia (bandiera)   |       | Silvia Brum          | 1971 |      |  |
|    | Italia (bandiera)   | G     | Sofia Vinci          | 1966 | 175  |  |
|    | Italia (bandiera)   |       | Cinzia Genualdo      | 1968 |      |  |
|    | Italia (bandiera)   |       | Patrizia Schiavone   | 1966 |      |  |

| Staff tecnico             |
| ------------------------- |
| Allenatore: Santino Coppa |

## Statistiche

### In campionato
| Giocatrice | Gare | Punti | Minuti | Tiri da due | Tiri da due | Tiri da due | Tiri da tre | Tiri da tre | Tiri da tre | Tiri liberi | Tiri liberi | Tiri liberi | Rimbalzi | Rimbalzi | Palle | Palle | Assist | Val. |
| Giocatrice | Gare | Punti | Minuti | R           | T           | %           | R           | T           | %           | R           | T           | %           | O        | D        | P     | R     | Assist | Val. |
| ---------- | ---- | ----- | ------ | ----------- | ----------- | ----------- | ----------- | ----------- | ----------- | ----------- | ----------- | ----------- | -------- | -------- | ----- | ----- | ------ | ---- |
| Tzekova    | 26   | 556   | 974    | 163         | 305         | 53,4        | 16          | 42          | 38,1        | 182         | 220         | 82,7        | 76       | 142      | 94    | 74    | 10     | 558  |
| Skrastinia | 25   | 423   | 888    | 121         | 276         | 43,8        | 15          | 43          | 34,9        | 136         | 166         | 81,9        | 35       | 57       | 51    | 61    | 4      | 316  |
| Bonfiglio  | 26   | 319   | 793    | 114         | 265         | 43,0        | 2           | 11          | 18,2        | 85          | 97          | 87,6        | 23       | 74       | 44    | 74    | 6      | 280  |
| Zucchelli  | 26   | 220   | 591    | 60          | 130         | 46,2        | 14          | 41          | 34,1        | 58          | 83          | 69,9        | 25       | 38       | 24    | 50    | 1      | 188  |
| Granieri   | 26   | 159   | 681    | 37          | 85          | 43,5        | 16          | 47          | 34,0        | 37          | 48          | 77,1        | 3        | 35       | 41    | 57    | 6      | 129  |
| La Rosa    | 25   | 80    | 548    | 18          | 48          | 37,5        | 8           | 37          | 21,6        | 20          | 33          | 60,6        | 7        | 30       | 39    | 42    | 7      | 55   |
| Ferrazza   | 25   | 43    | 343    | 17          | 40          | 42,5        | 0           | 0           |             | 9           | 13          | 69,2        | 22       | 34       | 15    | 17    | 1      | 75   |
| Brum       | 20   | 22    | 256    | 10          | 39          | 25,6        | 0           | 0           |             | 2           | 5           | 40,0        | 13       | 14       | 15    | 7     | 0      | 9    |
| Vinci      | 13   | 15    | 135    | 3           | 12          | 25,0        | 2           | 10          | 20,0        | 3           | 4           | 75,0        | 0        | 10       | 6     | 2     | 1      | 4    |
| Genualdo   | 3    | 4     | 37     | 1           | 3           | 33,3        | 0           | 0           |             | 2           | 2           | 100,0       | 3        | 2        | 3     | 1     | 0      | 5    |
| Schiavone  | 8    | 3     | 29     | 0           | 0           |             | 1           | 5           | 20,0        | 0           | 0           |             | 0        | 0        | 2     | 3     | 0      |      |

### In Coppa Ronchetti
| Giocatrice           | Gare | Minuti | Tiri   | Tiri | Tiri da due | Tiri da due | Tiri da tre | Tiri da tre | Tiri liberi | Tiri liberi | Rimbalzi | Rimbalzi | Rimbalzi | Assist | Palle | Palle | Falli | Punti |
| Giocatrice           | Gare | Minuti | R/T    | %    | R/T         | %           | R/T         | %           | R/T         | %           | O        | D        | T        | Assist | P     | R     | Falli | Punti |
| -------------------- | ---- | ------ | ------ | ---- | ----------- | ----------- | ----------- | ----------- | ----------- | ----------- | -------- | -------- | -------- | ------ | ----- | ----- | ----- | ----- |
| Tzekova, P.          | 12   | 449    | 98/170 | 57.6 | 97/156      | 62.2        | 1/14        | 7.1         | 81/103      | 78.6        | 52       | 86       | 138      | 8      | 39    | 41    | 34    | 278   |
| Bonfiglio, S.        | 12   | 393    | 70/143 | 49.0 | 69/139      | 49.6        | 1/4         | 25.0        | 34/48       | 70.8        | 11       | 34       | 45       | 5      | 20    | 32    | 36    | 175   |
| Skrastina, D.        | 11   | 373    | 54/112 | 48.2 | 52/102      | 51.0        | 2/10        | 20.0        | 50/59       | 84.7        | 17       | 17       | 34       | 2      | 27    | 16    | 24    | 160   |
| Zucchelli, A.        | 12   | 320    | 35/68  | 51.5 | 29/51       | 56.9        | 6/17        | 35.3        | 27/37       | 73.0        | 14       | 15       | 29       | 7      | 14    | 22    | 25    | 103   |
| Granieri Fiorini, G. | 11   | 244    | 13/40  | 32.5 | 9/26        | 34.6        | 4/14        | 28.6        | 17/18       | 94.4        | 0        | 10       | 10       | 6      | 22    | 13    | 10    | 47    |
| La Rosa, R.          | 11   | 262    | 10/39  | 25.6 | 6/25        | 24.0        | 4/14        | 28.6        | 14/24       | 58.3        | 2        | 21       | 23       | 6      | 19    | 19    | 26    | 38    |
| Ferrazza, T.         | 11   | 143    | 14/22  | 63.6 | 14/22       | 63.6        | 0/0         | 0.0         | 3/5         | 60.0        | 9        | 21       | 30       | 0      | 4     | 10    | 25    | 31    |
| Brum, S.             | 9    | 100    | 7/20   | 35.0 | 7/20        | 35.0        | 0/0         | 0.0         | 2/9         | 22.2        | 5        | 8        | 13       | 1      | 7     | 7     | 16    | 16    |
| Schiavone, P.        | 3    | 27     | 4/7    | 57.1 | 1/1         | 100.0       | 3/6         | 50.0        | 2/2         | 100.0       | 0        | 0        | 0        | 0      | 1     | 2     | 1     | 13    |
| Vinci, S.            | 4    | 69     | 0/6    | 0.0  | 0/3         | 0.0         | 0/3         | 0.0         | 2/2         | 100.0       | 0        | 0        | 0        | 0      | 4     | 4     | 7     | 2     |